# Marie Cantacuzène
Ne doit pas être confondu avec Marie Cantacuzène (1820-1898).
Marie Cantacuzène (en roumain : Maria Cantacuzino, souvent surnommée Maruca, de son nom de naissance Maria Rosetti), née le 17 juillet 1879 à Tescani, județ de Bacău, Roumanie et morte en décembre 1968 en Suisse, est une princesse roumaine issue d'une famille de boyards moldaves.

## Caractère
Elle est réputée pour son caractère cyclothymique (avec une tentative de suicide dans sa jeunesse) mais aussi pour son mécénat pour les artistes et les philosophes, pour ses amours passionnées et comme femme libre, audacieuse et engagée dans les débats et les conflits de son temps, ainsi que comme conseillère et amie de la reine Marie de Roumanie qui disait d'elle :
« Elle était étrange et originale. Bonne camarade, sa compagnie te redonnait de l'énergie et de l'esprit, mais il eut été vain de contester son opinion. Elle vivait comme bon lui semblait, sans se soucier des critiques. Elle avait des manies et, entre-autres, était photophobe. Elle aimait nous réunir chez elle, où nous nous soumettions à sa souriante tyrannie. »
L'écrivaine et pianiste Cella Delavrancea écrivit à son sujet : « Belle, intelligente et originale, elle charmait par sa généreuse sympathie qui agissait immédiatement sur tous... », tandis que le prince Matila Ghyka la dépeint ainsi : « Maruca, devenue l'épouse de Georges Enesco (...) se savait d'une beauté imposante, byzantine, assortie à son caractère indomptable et fantasque. Elle n'était ni superficielle ni snob, mais très consciente d'être différente, ce qui était évident aux yeux de tous (...) Elle était bonne et généreuse, mais (...) n'admettait aucun obstacle en travers de sa route, de son action, de la manière dont elle gouvernait sa vie. »

## Biographie
Marie Rosetti fut l'épouse en premières noces de Mihail Cantacuzène (en), dit « le Nabab » en raison de son immense fortune, et dont le père, Georges Grégoire Cantacuzène, fut président du Conseil des Ministres et fit édifier le Palais Cantacuzène à Bucarest. Veuve en 1929, elle se remaria en 1937 avec le compositeur Georges Enesco (1881-1955). Elle repose avec lui au cimetière du Père-Lachaise (68e division).
Elle est la mère de l'as de l'aviation Constantin « Bâzou » Cantacuzène et la grand-mère de l'écrivaine Oana Orlea (Maria-Ioana Cantacuzène), auteur du récit Les Années volées – dans le Goulag roumain à seize ans, Seuil 1991.

### Note
1. ↑  Source : - Maruca, la princesse maudite.